# Spilococcus keiferi
Spilococcus keiferi är en insektsart som beskrevs av Mckenzie 1960. Spilococcus keiferi ingår i släktet Spilococcus och familjen ullsköldlöss. Inga underarter finns listade i Catalogue of Life.